# Hadena gloriosa
Hadena gloriosa là một loài bướm đêm trong họ Noctuidae.